# Сакраментальний союз
Сакраментальний союз (лат. unio sacramentalis; нім. sakramentalische Vereinigung) — лютеранське богословське вчення про реальну присутність тіла і крові Христа в християнській Євхаристії (див. Євхаристія в лютеранстві). 

## Тип союзу
Сакраментальний союз відрізняється від інших «союзів» у богослов'ї, таких як «особистий союз» двох природ в Ісусі Христі, «містичний союз» Христа і його Церкви, а також «природний союз» в людській особі тіла і душі. Подібним до особистого союзу вбачається аналог поєднання двох досконалих природ в особі Ісуса Христа, в якому обидві природи залишаються окремими: цілісність хліба і вина зберігається, хоча і з'єднується з тілом і кров'ю Христа.

У сакраментальному союзі освячений хліб з'єднується з тілом Христа, а освячене вино з'єднується з кров'ю Христа в силу первісного встановлення Христа, в результаті чого кожен, хто їсть і п'є ці «елементи» — освячений хліб і вино — насправді їсть і п'є також фізичне тіло і кров Христа. Лютерани стверджують, що те, що вони вважають біблійною доктриною manducatio indignorum («поїдання недостойного»), підтримує цю доктрину, а також будь-яку іншу доктрину, що стверджує реальну присутність. Manducatio indignorum — це твердження, що навіть невіруючі, які їдять і п'ють в Євхаристії, насправді їдять і п'ють тіло і кров Христа[3]. Цей погляд був висунутий Мартіном Лютером у його «Сповіді про Вечерю Христову» 1528 року:
Чому ж тоді ми не повинні більше говорити під час Вечері: «Це є Тіло Моє», хоча хліб і тіло — це дві різні субстанції, а слово «це» вказує на хліб? Тут також з двох видів предметів відбулося з'єднання, яке я назву «сакраментальним з'єднанням», тому що Тіло Христове і хліб даються нам як таїнство. Це не є природний чи особистий союз, як у випадку з Богом і Христом. Це також, можливо, інший союз, ніж той, який має голуб зі Святим Духом, або полум'я з ангелом, але це також, безсумнівно, сакраментальний союз.
Це стверджується у Віттенберзькій конкордації 1536 року та у Формулі злагоди. Формула злагоди поєднує цей термін зі зворотом («в, з і під формами хліба і вина»), що використовується серед лютеран для подальшого визначення їхньої точки зору:
Причина, по якій, крім виразів Христа і св. Павла (хліб на Вечері є Тіло Христове або причастя Тіла Христового), вживаються також форми: під хлібом, з хлібом, в хлібі [присутнє і пропонується Тіло Христове], полягає в тому, що за допомогою них можна відкинути папістську транссубстанцію і вказати на таїнственне з'єднання незмінної суті хліба і Тіла Христового.